# Линтах
Ли́нтах (индон. Selat Lintah) — пролив в акватории Индонезии в группе Малых Зондских островов между островами Комодо и Ринча. Соединяет море Флорес с проливом Сумба. В проливе находится множество небольших островов и скал.
Акватория пролива, а также территория омываемых им островов находятся в границах Национального парка Комодо, который входит в список Всемирного наследия ЮНЕСКО. Берега пролива пользуются растущей популярностью среди туристов, в том числе среди любителей дайвинга.

## Географическое положение

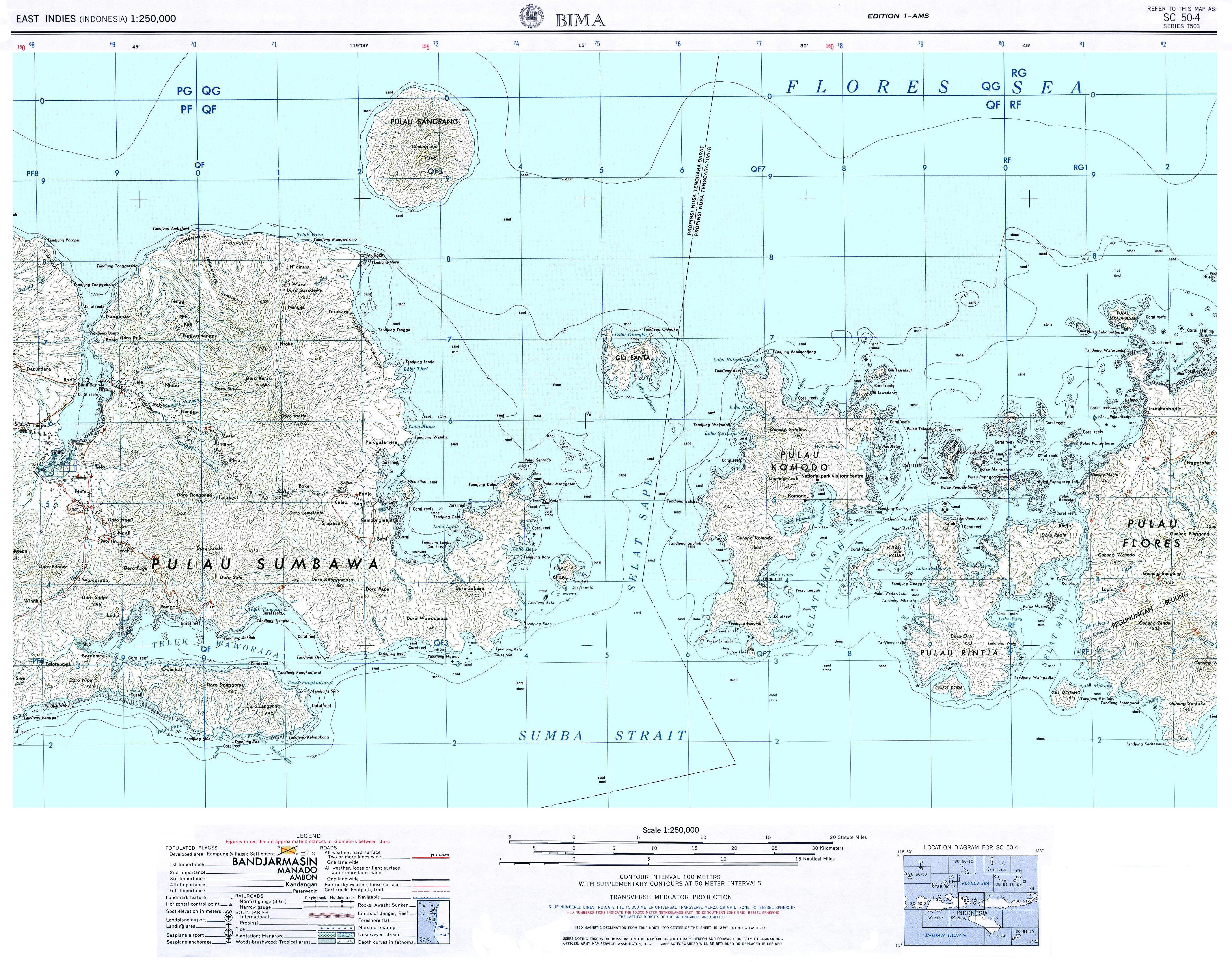
Карта центральной части Малой Зондской гряды с обозначением пролива Линтах

Пролив Линтах находится в центральной части Малой Зондской гряды. Он проходит между островом Комодо (с западной стороны) и островом Ринча (с восточной). Соединяет море Флорес Тихого океана с проливом Сумба, относящимся к акватории Индийского океана. Длина пролива с северо-востока на юго-запад составляет около 40 км.
Ширина пролива весьма неравномерна. Как в его юго-западном, так и в северо-восточном входе она достигает почти 20 км, однако в центре акватория резко сужается: расстояние между ближайшими точками Комодо и Ринчи — мысами Кунинг (индон. Tanjung Kuning) и Нгикок (индон. Tanjung Nggikok) — не превышает 4,8 км. Берега пролива имеют исключительно сложные очертания, образуют множество заливов и бухт, глубоко вдающихся в сушу. В проливе находятся десятки небольших островов и скал, имеются протяжённые коралловые рифы. Наиболее крупный из островов, Падар (индон. Pulau Padar), делит центральную часть пролива на два рукава — западный и восточный. Первый из них примерно втрое шире второго, который, в свою очередь, разделён более мелким островом Серай (индон. Pulau Serai) на две протоки шириной около 1 км и 0,3 км соответственно. В своей северной части пролив фактически распадается на несколько проток, проходящих между множества мелких островков и рифов.
Комодо, Ринча и все острова, лежащие в проливе Линтах, относятся к территории округа Западный Мангарай индонезийской провинции Восточные Малые Зондские острова. Берега пролива населены весьма незначительно, имеется лишь несколько небольших населённых пунктов сельского типа.

## Природные условия

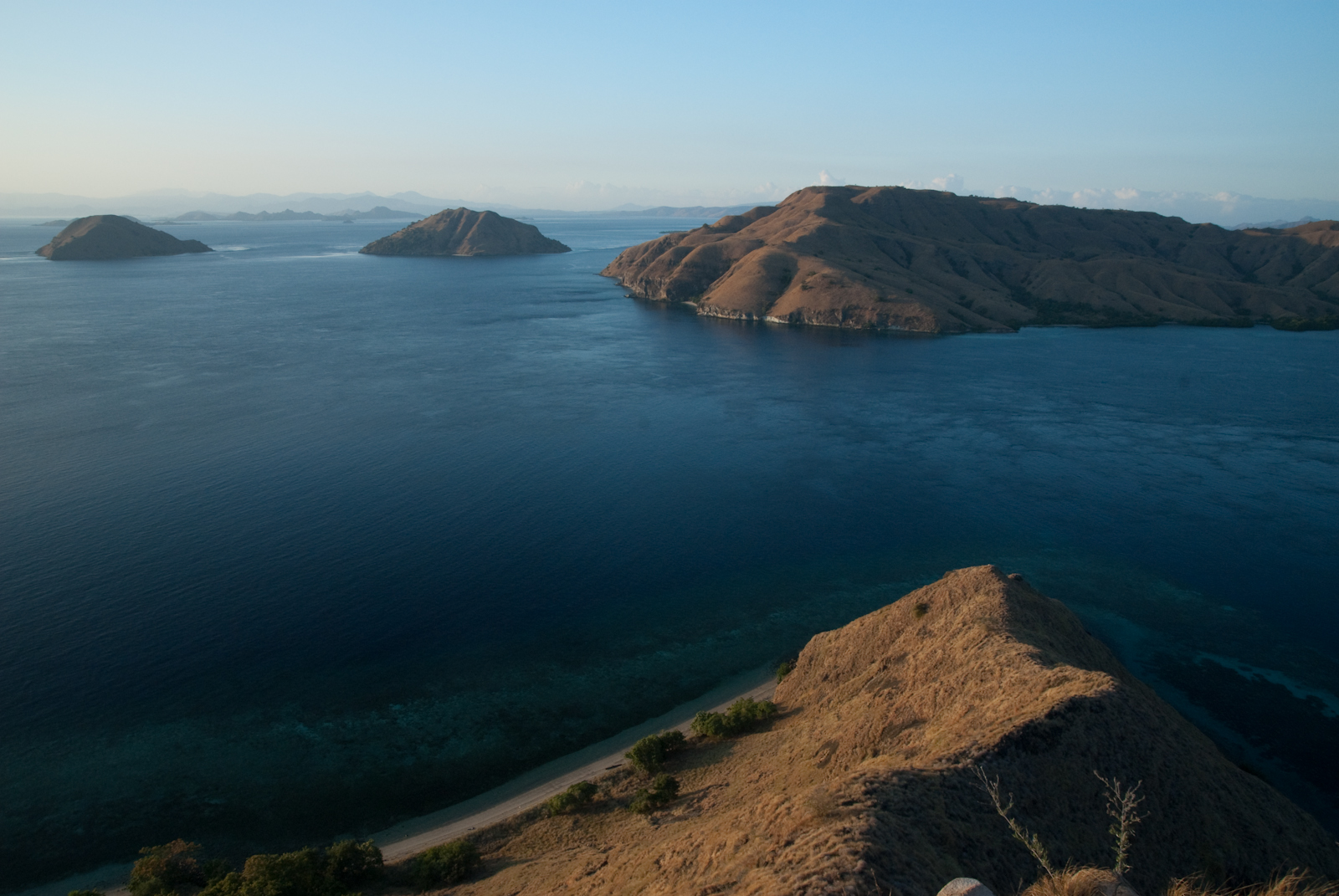
В проливе расположено множество небольших островов и скал

Линтах является одним из наименее глубоководных проливов Малых Зондских островов: его максимальная глубина не достигает 100 метров. В целом глубины в его акватории неравномерны, имеется множество мелей. Поверхность дна неоднородна — имеются как каменистые, так и песчаные участки. Берега в основном каменистые, во многих местах обрывистые. Некоторые участки побережья покрыты мангровыми зарослями.
Кроме того, Линтах относится к числу наиболее хладноводных проливов Малой Зондской гряды: температура воды в нём составляет порядка 26—27 °C и при этом почти не подвержена сезонным колебаниям (в большинстве других проливов сезонные колебания составляют от 2 до 4 °C, а среднегодовой температурный показатель на 1,5—2 °C ниже). Также достаточно стабилен уровень солёности местной воды: круглый год он держится на уровне около 34 ‰, в то время как, например, в Ломбокском проливе или проливе Бадунг этот показатель в период северо-западных муссонов, дующих с января по март, составляет не более 33 ‰, а в период юго-восточных, характерных для периода с июля по сентябрь, повышается до 35 ‰.
В проливе наблюдаются весьма интенсивные морские течения, конфигурация которых весьма сложна и ещё не в полной мере изучена. Приливные течения имеют полусуточную амплитуду. Их скорость в центральной, узкой части пролива — около 9 км/ч — значительно выше, чем в более широких юго-западной и северо-восточной. Разнонаправленное перемещение морских вод между маленькими островками, скалами, рифами и мелями приводит к образованию многочисленных водоворотов и сулоев.
Для вод Линтаха характерно большое многообразие видов ихтиофауны и кораллов. Акватория пролива входит в состав Национального парка Комодо, включённого в 1991 году в список всемирного наследия ЮНЕСКО, и образует большую часть водного пространства парка. Сухопутную составляющую парка образуют разделяемые Линтахом острова Комодо и Ринча, а также все острова, лежащие в проливе.

## Экономическое и транспортное значение

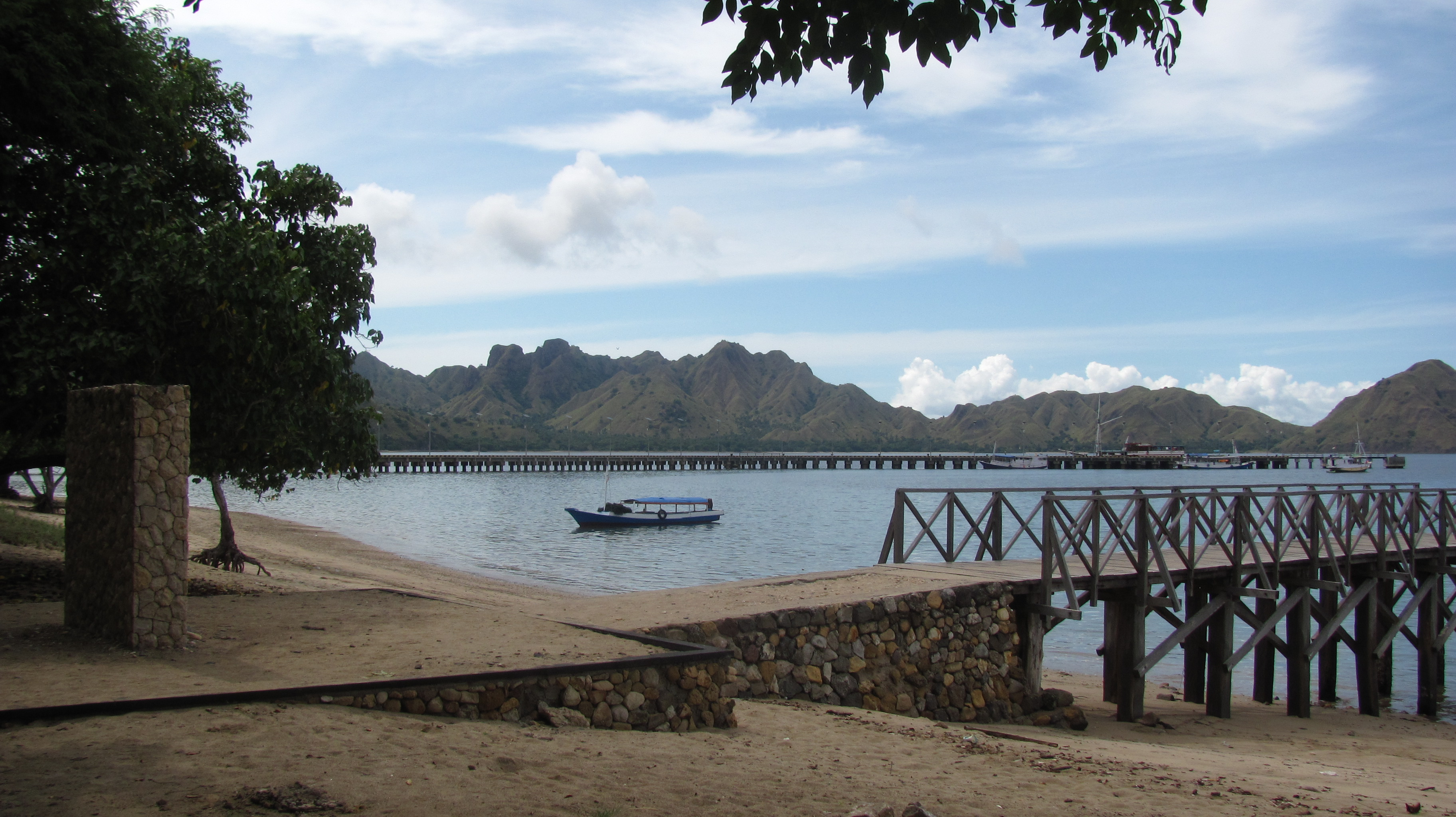
Бухта Лох-Лианг на побережье пролива Линтах — главные «морские ворота» острова Комодо и одноимённого национального парка

Национальный парк, охватывающий берега пролива и его воды, является главной туристической достопримечательностью этой части Индонезии. Посещаемость этого объекта растёт весьма высокими темпами: так, если в 2008 году здесь побывало 21 726 человек, то в 2013 году парк посетил уже 63 801 человек, 85 % которых составляли иностранные граждане. Большая часть посещений приходится на наземную часть парка, в частности, на острова Комодо, Ринча и Гили-Мотанг, на которых обитает комодский варан — редкий биологический вид, для охраны которого изначально и был создан в 1980 году национальный парк (лишь позднее охранные меры были распространены на другие местные биологические виды — как наземные, так и морские). Вместе с тем, воды пролива Линтах пользуются растущей популярностью среди любителей морского отдыха, в особенности, среди дайверов.
Из-за весьма сложных навигационных условий, связанных с малыми глубинами, наличием сильных разнонаправленных морских течений, водоворотов, мелей, скал и рифов, Линтах крайне редко используется для транспортного сообщения между акваториями соединяемых им океанов. В проливе ходят лишь суда небольшого тоннажа, в частности, обеспечивающие доставку пассажиров и грузов в Национальный парк Комодо с Сумбавы и Флореса: именно на этот пролив выходят основные гавани островов Комодо и Ринча — соответственно, Лианг-Лох (индон. Liang Loh) и Лианг-Буая (индон. Liang Buaya), в которые прибывает бо́льшая часть посещающих парк туристов.
В силу природоохранного статуса, распространённого на сухопутную и водную часть национального парка, хозяйственная деятельность в акватории пролива Линтах и на его берегах существенно ограничена. Это касается, в частности, рыболовства, ранее активно практиковавшегося здесь. Ускоренное развитие индустрии туризма и, одновременно, сворачивание традиционных местных отраслей хозяйства вызывают определённые социально-экономические проблемы в среде местного населения.